# 石硤尾公園
石硤尾公園（英語：Shek Kip Mei Park）是香港九龍深水埗區石硤尾內一個設施多元化的公園，佔地合共8公頃。石硤尾公園北面部份於1982年6月12日啟用，南面部份（第三期）前身是1978年落成、1991年關閉的白田臨時房屋區和戰後的石硤尾木屋區擴展部份。石硤尾公園體育館則於1996年10月完工，於1997年5月1日啟用。

## 吸煙安排
此場地除了吸煙區可以吸煙，公園內其他範圍是嚴禁吸煙。

## 使用情況
本公園橫跨石硤尾、九龍塘兩區，途中設有一道小門直通香港城市大學的登山小徑，可直通城市大學（開放時間為每日上午6時至9時），吸引不少居住附近的登山人士前往該區。
而在石硤尾那邊，設有五個健身設施，兩個籃球場、一個硬地和一個草地足球場／欖球場（容納1446人的看台），加上沿途種有不少樹木，成為不少晨運人士的熱門地點。
本公園設有室內體育館，設有健身室、兒童遊戲室、人工攀石牆、室內籃球場，吸引不少租場人士租用。而在2009年12月5至13日，東亞運動會舉行柔道和跆拳道比賽期間，本體育館更成為該兩個項目的比賽場地。
在九龍塘那邊，設施亦包括：8個網球場、兒童遊樂場、噴泉、池塘、人工瀑布、5個籃球場等。

## 參看
- 香港城市大學：大學校園有相當部份本屬於石硤尾公園範圍。

## 鄰近的文康設施
- 歌和老街公園：壁球及乒乓球中心、池塘花園。
- 小西湖 (香港)：香港水務署管轄的蓄水池。

## 外部連結
- 石硤尾公園 （页面存档备份，存于）
- 2008年10月：石硤尾公園的影像